# Küçükerikli, Uğurludağ
Küçükerikli là một xã thuộc huyện Uğurludağ, tỉnh Çorum, Thổ Nhĩ Kỳ. Dân số thời điểm năm 2010 là 402 người.